# Serendibia samhaensis
Serendibia samhaensis là một loài chân đều trong họ Philosciidae. Loài này được Taiti & Ferrara miêu tả khoa học năm 2004.